# Charles Simons
Charles Simons (27 de setembre de 1906 - 5 d'agost de 1979) fou un futbolista belga.

## Selecció de Bèlgica
Va formar part de l'equip belga a la Copa del Món de 1934.